# Giza Frenkel
Giza Frenkel (ur. 16 września 1895 w Wieliczce, zm. 15 maja 1984 w Hajfie) – polska etnografka, pionierka badań nad życiem i kulturą Żydów w Polsce i całej Europie Środkowo-Wschodniej.

## Życiorys
Urodziła się 16 września 1895 roku w Wieliczce w rodzinie o nazwisku Friedman. Ukończyła szkołę średnią w Krakowie w 1913 roku, po czym rozpoczęła studia na kierunku historii sztuki na Uniwersytecie Jagiellońskim. W 1919 roku przeprowadziła się do Wiednia w celu kontynuowania nauki. W niedługim czasie uzyskała stopień doktora. Następnie studiowała na Uniwersytecie im. Jana Kazimierza we Lwowie, gdzie od 1922 roku rozpoczęła karierę naukową w Instytucie Etnografii. Praca badawcza Gizy Frenkel koncentrowała się wokół wycinanki żydowskiej oraz stroju żydówki polskiej.
Wraz z wybuchem II wojny światowej zmuszona została przerwać działalność naukową. W czasie działań zbrojnych wyemigrowała do Związku Radzieckiego. Po zakończeniu wojny przeprowadziła się do Warszawy oraz rozpoczęła pracę jako kustosz nowo powstającego muzeum w Żydowskim Instytucie Historycznym. Współpracowała z Polskim Towarzystwem Ludoznawczym oraz Katedrą Etnografii przy Uniwersytecie im. Marii Curie Skłodowskiej w Lublinie. Pełniła funkcję konsultanta komisji przy Centralnym Komitecie Żydów Polskich.
Oprócz pracy badawczej, zajmowała się również działalnością pisarską. Publikowała artykuły popularnonaukowe w wydawanych w Polsce żydowskich czasopismach „Chwila” i „Opinia”. W późniejszym czasie jej artykuły były również publikowane w żydowskiej prasie w Stanach Zjednoczonych.
W 1950 roku wyjechała do Izraela (wraz z dziećmi – Zygmuntem i Stellą), gdzie kontynuowała swoją pracę naukową. W latach 1956–1980 pracowała w Muzeum Etnograficznym w Hajfie. Przyczyniła się do odrodzenia się wycinanki żydowskiej jako dziedziny twórczości artystycznej oraz rozpropagowała ten rodzaj sztuki (w wersji tradycyjnej jak i współczesnej) na terenie Izraela. Wspierała okolicznych twórców do kontynuowania działalności poprzez organizacje konkursów oraz licznych wystaw indywidualnych i zbiorowych poszczególnych wycinankarzy.
Z okazji 50-lecia działalności Gizy Frenkel w 1967 roku zorganizowano specjalną wystawę poświęconą głównemu tematowi jej zainteresowań w Muzeum Etnografii i Folkloru w Hajfie. W 1980 roku została wyróżniona przez muzeum w Tel-Awiwie nagrodą im. D. Dawidowicza za pracę nad etnografią Żydów Europy Wschodniej.
Zmarła 15 maja 1984 w Hajfie w Izraelu.

## Upamiętnienie
Jest jedną z bohaterek wystawy „Etnografki, antropolożki, profesorki” w Państwowym Muzeum Etnograficznym w Warszawie (2022–2023). Jej teksty opublikowano w książce Żywe ogniwa. Wybór tekstów polskich etnografek (1888–1939). Wydawcą jest Państwowy Instytut Wydawniczy i Narodowy Instytut Muzealnictwa i Ochrony Zbiorów.

## Twórczość
- „Wycinanka w papierze, żydowska sztuka ludowa”
- „Wycinanka żydowska w Polsce”(1929)
- „Polska Sztuka Ludowa”
- „Little-Known Handicrafts of Polish Jews in 19th and 20th Centuries” (artykuł dla „Journal of Jewish Art”, 1975)
- „Notes on the costume of Jewish Woman in Eastern Europe (artykuł dla „Journal od Jewish Art”,1980)
- „Paper-cuts” (hasło encyklopedyczne „Encycopedia Judaica”,1972)